# Gonioscelis scapularis
Gonioscelis scapularis là một loài ruồi trong họ Asilidae. Gonioscelis scapularis được Macquart miêu tả năm 1838. Loài này phân bố ở vùng nhiệt đới châu Phi.